# Presidentvalet i Finland 2000
Presidentvalet 2000 var ett konstitutionsenligt Presidentval i Finland. Det förrättades i januari och februari 2000. Tarja Halonen valdes till president och tillträdde ämbetet den 1 mars 2000.
Finlands president utses sedan 1991 i direkt val. Om ingen kandidat får majoritet i valet, förrättas ett andra val mellan de två kandidater som erhållit flest röster.

## Valresultat
| Första omgången, 16 januari | Första omgången, 16 januari | Första omgången, 16 januari | Andra omgången, 6 februari | Andra omgången, 6 februari |
| Kandidat                    | Antal röster                | % av rösterna               | Antal röster               | % av rösterna              |
| Tarja Halonen (SDP)         | 1 224 063                   | 40,0 %                      | 1 644 532                  | 51,6 %                     |
| Esko Aho (C)                | 1 051 123                   | 34,4 %                      | 1 540 803                  | 48,4 %                     |
| Riitta Uosukainen (Saml)    | 391 852                     | 12,8 %                      |                            |                            |
| Elisabeth Rehn (SFP)        | 241 739                     | 7,9 %                       |                            |                            |
| Heidi Hautala (Gröna)       | 100 731                     | 3,3 %                       |                            |                            |
| Ilkka Hakalehto (SAF)       | 31 362                      | 1,0 %                       |                            |                            |
| Risto Kuisma (REF)          | 16 919                      | 0,6 %                       |                            |                            |
|                             |                             |                             |                            |                            |
| Summa                       | 3 057 789                   | 100,0 %                     | 3 185 335                  | 100,0 %                    |
| Valdeltagande               | 76,9 %                      | 76,9 %                      | 80,2 %                     | 80,2 %                     |